# Margarita Lozano
Margarita Lozano, all'anagrafe Margarita de las Flores Lozano Jiménez (Tetuan, 14 febbraio 1931 – Lorca, 7 febbraio 2022), è stata un'attrice spagnola.

## Biografia
Attrice versatile, lavorò in un gran numero di film a partire dal 1953. Nel 1961 interpretò nel film Viridiana di Luis Buñuel il personaggio di Ramona, la cameriera. Nel 1964 fu l'energica Consuelo Baxter nello spaghetti-western di Sergio Leone Per un pugno di dollari. Nel 1982 fu scritturata per la parte di Concetta nel film dei fratelli Taviani La notte di San Lorenzo. Nel 1985 diede volto nel film La messa è finita di Nanni Moretti alla madre del protagonista don Giulio. Successivamente si dedicò anche ai film TV, ottenendo un discreto apprezzamento. Importante inoltre la sua interpretazione di Pascalina nel film N (Io e Napoleone) di Paolo Virzì (2006).
Visse per molti anni in Italia, in provincia di Viterbo.

## Filmografia

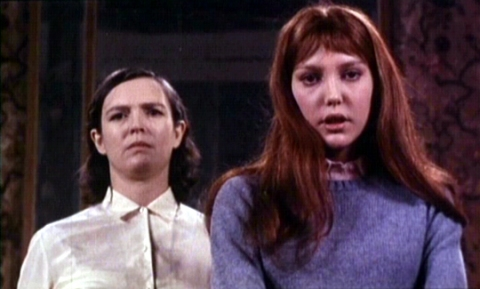
Margarita Lozano (a sinistra) nel film Porcile (1969)

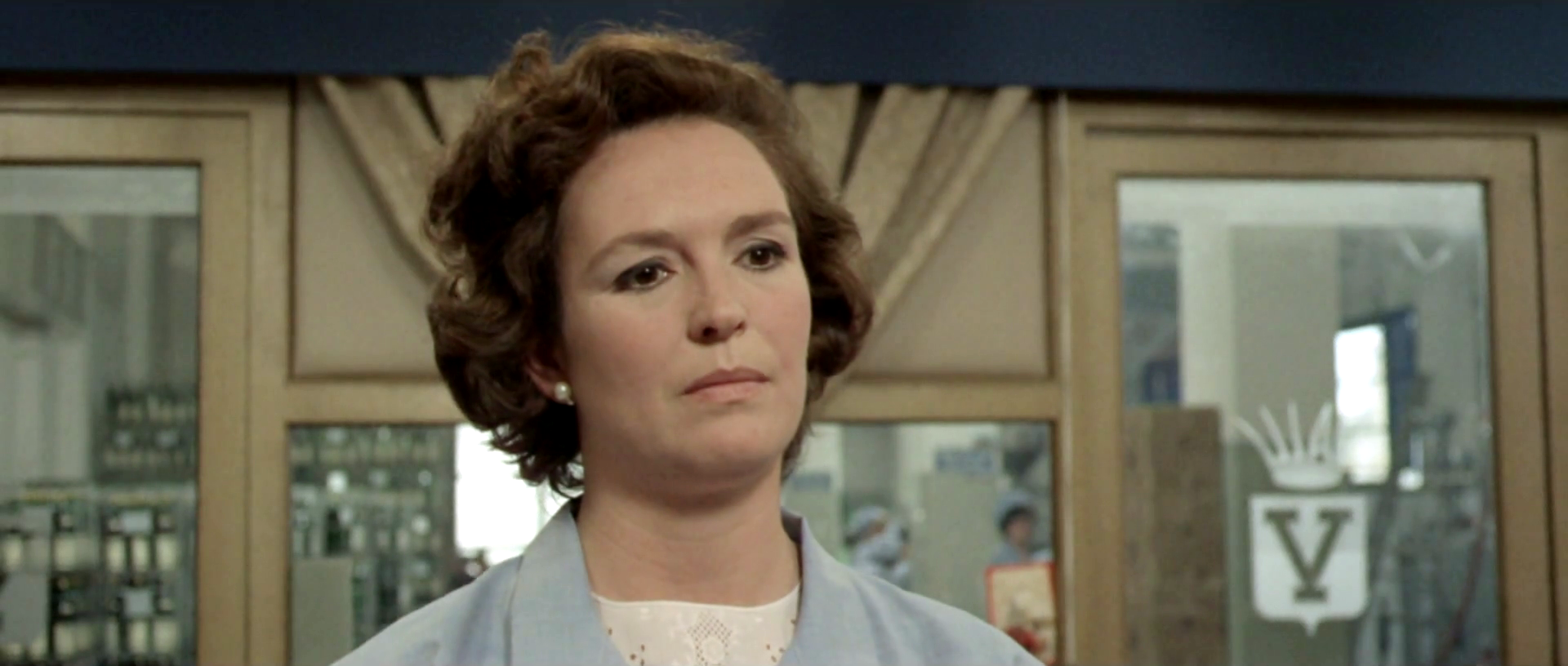
Margarita Lozano nel film Il presidente del Borgorosso Football Club (1970)

- Hermano menor, regia di Domingo Viladomat (1953)
- Manicomio, regia di Fernando Fernán Gómez (1954)
- Alta costura, regia di Luis Marquina (1954)
- Rapsodia de sangre, regia di Antonio Isasi-Isasmendi (1958)
- Giovane canaglia, regia di Giuseppe Vari (1958)
- I rivoltosi di Alcantara, regia di Antonio Isasi-Isasmendi (1959)
- Lazarillo de Tormes, regia di César Fernández Ardavín (1959)
- Il ribelle dei contrabbandieri, regia di Luis Lucia (1960)
- Viridiana, regia di Luis Buñuel (1961)
- Teresa de Jesús, regia di Juan de Orduña (1962)
- Los farsantes, regia di Mario Camus (1963)
- El precio de un asesino, regia di Miguel Lluch (1963)
- Il peccato, regia di Jorge Grau (1963)
- Con odio e con amore, regia di Francisco Rovira Beleta (1963)
- Per un pugno di dollari, regia di Sergio Leone (1964)
- Crimen, regia di Miguel Lluch (1964)
- La prova generale, regia di Romano Scavolini (1967)
- 15 forche per un assassino, regia di Nunzio Malasomma (1967)
- Sequestro di persona, regia di Gianfranco Mingozzi (1968)
- Un bellissimo novembre, regia di Mauro Bolognini (1969)
- La monaca di Monza, regia di Eriprando Visconti (1969)
- La scure (Baltagul), regia di Mircea Mureșan (1969)[2]
- Porcile, regia di Pier Paolo Pasolini (1969)
- Diario di una schizofrenica, regia di Nelo Risi (1970)
- Il presidente del Borgorosso Football Club, regia di Luigi Filippo D'Amico (1970)
- La vacanza, regia di Tinto Brass (1971)
- Un día en la vida, regia di Raul Lopez Herrera (1973)
- La notte di San Lorenzo, regia dei fratelli Taviani (1982)
- Kaos, regia dei fratelli Taviani (1984)
- La messa è finita, regia di Nanni Moretti (1985)
- Il caso Moro, regia di Giuseppe Ferrara (1986)
- Manon delle sorgenti (Manon des sources), regia di Claude Berri (1986)
- La metà del cielo, regia di Manuel Gutiérrez Aragón (1986)
- Barbablù, Barbablù, regia di Fabio Carpi (1987)
- Good Morning Babilonia, regia dei fratelli Taviani (1987)
- Piazza Navona, epis. Fernanda, regia di Ricky Tognazzi (1988)
- Lorca, morte di un poeta, regia di Juan Antonio Bardem (1988)
- Burro, regia di José María Sánchez (1989)
- Il sole anche di notte, regia dei fratelli Taviani (1990)
- Con gli occhi chiusi, regia di Francesca Archibugi (1994)
- Les ritaliens - Un'aria italiana, regia di Philomène Esposito – film TV (2001)
- Nos Miran, regia di Norberto Lopez Amado (2002)
- N (Io e Napoleone), regia di Paolo Virzì (2006)

## Doppiatrici italiane
- Anna Miserocchi in Per un pugno di dollari, Un bellissimo novembre
- Rosetta Calavetta in Sequestro di persona
- Dhia Cristiani in Viridiana
- Adriana De Roberto in 15 forche per un assassino
- Vittoria Febbi in La notte di San Lorenzo
- Cesarina Gheraldi in Il presidente del Borgorosso Football Club
- Paola Mannoni in Il sole anche di notte